# Каракюре
Каракюре (лезг. Крар) — село в Докузпаринском районе Дагестана. Образует сельское поселение село Каракюре как единственный населённый пункт в его составе.

## Географическое положение
Расположено к северу от горы Острой, в 6 км к востоку от села Усухчай.

## История
В «Сборнике материалов для описания местностей и племен Кавказа» говорится, что в ранней средневековье Каракюре возможно была столицей лезгов.
- До 1839 года входило в вольное общество Алтыпара.
- Разрушено в 1877 году.
- Село до 1934 года и в 1960—1993 годах входило в состав Ахтынского района.
- В мае 2013 года Россией были переданы Азербайджану урочище «Елаха», принадлежащее селу Кара-Кюре площадью 1500 га и участок сенокосных угодий села Кара-Кюре — «Район трёх ручьёв» площадью 110 гектаров[4][5].

## Население
| 1895  | 1926  | 1939  | 1970  | 1989  | 2002  | 2010  |
| ----- | ----- | ----- | ----- | ----- | ----- | ----- |
| 2844  | ↘2368 | ↘1628 | ↘1308 | ↘1060 | ↘960  | ↗1209 |
| 2012  | 2013  | 2014  | 2015  | 2016  | 2017  | 2018  |
| ↗1220 | ↘1212 | ↗1219 | ↗1239 | ↘1235 | ↘1214 | ↘1206 |
| 2019  | 2020  | 2021  | 2023  | 2024  | 2025  |       |
| ↘1195 | ↘1189 | ↘1088 | ↗1090 | ↗1091 | ↘1081 |       |

## Полезные ископаемые
Месторождения содово-глауберовых минеральных вод.

## Народные промыслы
Резьба по дереву (производство вилок, черпаков).

## Достопримечательности села
- Мечеть (X—XI веков).
- Поселения (Сунтар-Алай, Чӏуру-Хюр).